# Lars Eric Si
Lars Eric Si (também conhecido como Eikind) nasceu a 4 de Abril de 1974 e é um cantor e baixista norueguês. Faz parte das bandas Winds, Age of Silence, Before the Dawn e Dawn of Solace.
Lars gosta de Chris Cornell e King's X.

## Discografia

### Jack in the Box
- 1993 - Rockjumping
- 1995 - Stigma

### Tulus
- 1999 - Evil 1999
- 2000 - Cold Core Collection

### Khold
- 2001 - Masterpiss of Pain

### Winds
- 2001 - Of Entity and Mind
- 2002 - Reflections of the I
- 2004 - The Imaginary Direction of Time
- 2007 - Prominence and Demise

### Age of Silence
- 2004 - Accelleration
- 2005 - Complications: Trilogy of Intricacy

### Honcho
- 2005 - Burning if Water, Drowning in Fire
- 2005 - Live in Paris (DVD)

### Before the Dawn
- 2006 - The Ghost
- 2007 - Deadsong (single)
- 2007 - Deadlight
- 2007 - Faithless (single)
- 2008 - Soundscape of Silence

### Outros
- 2000 - Sensa Anima - SinThatic
- 2004 - Gloria Morti - Lifestream Corrosion (Bonus Pack)
- 2006 - Dawn of Solace- The Darkness

### Solo
- 2003 - Vargtime